# KZ-Friedhof Burghausen
Der KZ-Friedhof Burghausen ist ein KZ-Friedhof in Burghausen. Er ist Friedhof und Gedenkstätte für 253 Opfer des KZ-Außenlagers Mettenheimer-Hart. Die Inschrift auf dem Gedenkstein des Friedhofs lautet: „Gewidmet den Verstorbenen KZ-Lagerinsassen von der Amerikanischen Militärregierung und der Stadt Burghausen 1945“. Darunter „Hier ruhen 253 unbekannte KZ-Tote, unter denen sich auch Häftlinge jüdischer Konfession befinden“. Die Ausführung erfolgte nach einem Entwurf des Architekten Wilhelm Schott.

## Lage
Der Friedhof liegt unweit des Pulverturms der Burg zu Burghausen. Dieser ist über den Alois-Buchleitner-Weg zu Fuß zu erreichen.

## Die Toten
Am 28. Juli 1945 wurden 253 der insgesamt 2.249 KZ-Häftlinge beigesetzt, die ursprünglich in Massengräbern im Mühldorfer Hart verscharrt waren.
Die Opfer waren Häftlinge des KZ-Außenlagers Mettenheim bei Mühldorf am Inn, welche in den letzten Kriegstagen 1945 dort umgekommen sind.